# جیکوبستو
جیکوبستو (به انگلیسی: Jacobstow) یک روستا و محله مدنی در بریتانیا است که در کورنوال واقع شده‌است. جیکوبستو ۴۲۱ نفر جمعیت دارد.